# Иордания
Иорда́ния (араб. الأردن‎, Эль-Урдун; официально — Иорда́нское Хашими́тское Короле́вство, араб. الْمَمْلَكَةُ الْأُرْدُنِيَّةُ الْهَاشِمِيَّة‎, аль-Мамля́ка аль-Урдуни́я аль-Хашими́я) — государство на Ближнем Востоке.
Королевство граничит с Сирией на севере, с Ираком — на северо-востоке, с Саудовской Аравией — на востоке и юге, с Израилем и Палестинской национальной администрацией (ПНА) / частично признанным Государством Палестина — на западе. Иордания разделяет береговые линии Мёртвого моря с Израилем и ПНА; береговые линии залива Акаба — с Израилем, Саудовской Аравией и Египтом. Около 90 % территории королевства занимают пустыни и полупустыни.
Столица — Амман. Государственный язык — арабский.
Туристов привлекают в Иорданию пляжи и коралловые рифы залива Акаба, Мёртвое море и одно из новых семи чудес света — город Пе́тра.

## Этимология
Иорданское Хашимитское Королевство в настоящее время — одно из трёх государств мира, имеющих название, данное в честь правящей династии (Хашимитов), наряду с королевством Саудовская Аравия (династия Саудитов) и княжеством Лихтенштейн (владение князей династии Лихтенштейн).

## География
Страна расположена на Ближнем Востоке и граничит с Сирией на севере, Ираком на северо-востоке, Саудовской Аравией на востоке и юге, и с Израилем и Палестинскими территориями (Западный берег реки Иордан) на западе. Сухопутная граница с вышеуказанными странами составляет 1619 км. Имеются также границы, очерченные Заливом Акаба и Мёртвым морем (береговая линия составляет 26 км).
Основную территорию (90 %) Иордании занимают пустынные плато, на западе страны имеются холмы и горы. Река Иордан разделяет Иорданию и Израиль. Самой высокой точкой страны является гора Умм-эд-Дами (1854 м), самой низкой — Мёртвое море (-427 м).
Крупные города — столица страны Амман на северо-западе, Ирбид и Эз-Зарка на севере.

### Климат
Климат в Иордании — сухой и тёплый в основное время года в связи с тем, что основную часть страны занимают пустыни. Среднее годовое количество осадков — от 25—50 до 200 мм. На северо-западе страны, за счёт гористого рельефа местности и близости к Средиземному морю, среднее годовое количество осадков составляет от 300 до 800 мм. Основное количество выпадающих осадков приходится на холодный период года (с ноября по март).
Количество солнечных часов составляет 6—7 ч. зимой и 12—13 ч. летом.

## История

### Древнейшие времена
Орудия олдувайской культуры и окаменелости млекопитающих были найдены в долине Эз-Зарка в отложениях формации Даукара (Dawqara Formation), датируемых возрастом 1,95—2,48 млн лет назад.
При археологических раскопках в оазисе Азрак нашли каменные орудия, созданные около 250 тыс. лет назад.
В период неолита (8500—4500 гг. до н. э.) начинает развиваться сельское хозяйство. В поселении Айн-Газаль на севере Аммана (Докерамический неолит B) обнаружены гипсовые статуи, представляющие собой одни из самых ранних крупноформатных изображений человека.
В период халколита (4500—3200 гг. до н. э.) в Фейнане начали плавить медь. Обнаружены фрески этого периода в деревне Телелат Аль-Гхасуль.
В период бронзового века (3200—1200 гг. до н. э.) бурно развиваются поселения, вместе с ними архитектура, орудия труда, искусство, торговля. Во время позднего бронзового века территория Иордании попадает под влияние Египта.
Около 1300 г. до н. э. территория на востоке от реки Иордан, соответствующая современной Иордании, страны Моав и Аман (Аммон) были захвачены еврейскими коленами Реувена, Гада и половиной колена Менаше, где они построили укреплённые города и развили скотоводство на пышных пастбищах. Вплоть до 1 века н. э. эти места населяли евреи, и Заиорданье являлось частью еврейского государства. В наше время археологами найдено большое количество исторических памятников, подтверждающих еврейское заселение этих земель в указанный период.
Во время железного века (1200—332 гг. до н. э.) территория Иордании разделяется между евреями, аммонитами, моавитами и эдомитами. К этому периоду относится основная часть событий Ветхого Завета. Высокоразвитое сельское хозяйство существовало на севере Иордании. К этому периоду относится большое количество поселений в Аммане, Дейбане, Мадабе, горе Небо, Бусере и Караке.

### Античный период
В античный период Иордания является местом столкновений Набатейской цивилизации со столицей в Петре (около 400 до н. э. — 106 н. э.) сначала с греческой цивилизацией (после завоеваний Александра Македонского, 332—63 до н. э.), а затем с Древним Римом (63 до н. э. — 323 н. э.). В 106 г. большая часть территории современной Иордании стала новой провинцией Римской империи, которая называлась Каменистая Аравия. В это время достигают расцвета города Филадельфия (Амман), Джараш, Гадара, Пелла, Дион (местонахождение точно не определено), Ирбид.
В византийский период (324—634 гг.) продолжает развиваться торговля, сельское хозяйство. Строятся христианские церкви, многие из них украшены мозаикой.

### Средние века
К 635 году большая часть Среднего Востока оказалась под контролем Арабского халифата. Быстро распространился ислам.
В период нашествия крестоносцев (1099—1268 гг.) на территории Иордании строятся многочисленные крепости. Создаётся Лордство Трансиордания, один из важнейших вассалов Иерусалимского королевства.
С 1263 года территория современной Иордании попадает под контроль Мамлюкского султаната. Мамлюки перестраивают и укрепляют крепости. В 1400 году мамлюки останавливают нашествие под предводительством Тамерлана. Тем не менее, со временем империя мамлюков ослабла, и в 1516 году контроль над территорией современной Иордании переходит к Османской империи.

### Османский период (1517—1918)
Османский период был с 1517 по 1918 гг. Султан Селим I завоевал так называемую Великую Сирию (современные Ливан, Иордания, Израиль, Сирия). С 1851 года на территории Иордании правили несколько губернаторов, которые создали полицию для обеспечения безопасности и бюрократический аппарат для контроля за исполнением законов и сбором налогов. Это были годы больших перемен: развивалась дорожная сеть, заметным событием стало продление Хиджазской железной дороги, которая была построена вдоль пути мусульманского паломничества, от Дамаска до Медины. Строительство началось в 1900 году. Работы главным образом велись силами специальных железнодорожных батальонов турецкой армии, но привлекалось и значительное число вольнонаёмных рабочих. С начала строительства армии приходилось охранять строящуюся дорогу от нападений бедуинов. В 1908 году дорога была достроена до Медины.
Во время Первой мировой войны турки использовали дорогу для перевозки войск и военных грузов. Дорога подвергалась диверсиям арабских отрядов под командованием известного британского разведчика Лоуренса. В настоящее время действуют отдельные участки дороги: от Дамаска до Аммана и от фосфатных месторождений около Маана до Акабского залива.
После падения Османской империи территория Иордании перешла под управление арабского правительства в Дамаске, объявившего Фейсала, сына шерифа Хусейна, королём Сирии. Правление короля Фейсала закончилось после того, как в 1921 году Лига наций передала Франции мандат на управление Сирией.

### Британский мандат (1918—1946)
После I Мировой войны, на Мирной конференции в Париже в 1919 г., было принято решение, что Палестина перейдет под управление Великобритании в качестве подмандатной территории Лиги Наций. «Палестина» была определена как область, включающая территории, на которых сегодня располагаются Израиль, Иордания и северо-западная часть Саудовской Аравии.
На основании решений конференции в Сан-Ремо Лига Наций вручила в 1922 году Великобритании мандат на Палестину, включающую современную территорию Иордании.
Выпущенная Черчиллем в 1922 году Белая книга объявляла о создании в рамках мандата британского протектората Эмират Трансиордания в восточной части Палестины во главе с эмиром Абдаллой ибн Хуссейном.
25 мая 1946 года Княжество Трансиордания получило независимость и стало называться Хашимитское королевство Трансиордания.

### Независимость (с 1946)
В ходе Арабо-израильской войны 1947—1949 годов Трансиордания оккупировала и в апреле 1950 года аннексировала Иудею и Самарию (Предиорданье, Западный берег реки Иордан), включая Восточный Иерусалим, после чего переименовалась в Иорданию.
До Шестидневной войны 1967 года в королевство входили как восточный берег р. Иордан, бывший основной территорией Трансиордании до войны, так и захваченный — западный.
С 1952 года до нынешнего времени Иордания получает экономическую помощь от США, общая сумма — 9 миллиардов долларов.

#### Восточный и Западный берега р. Иордан в период правления короля Хусейна
В 1954 году Иорданией был принят закон, предоставляющий право на гражданство всем (кроме евреев), имевшим гражданство британской Палестины до 15 мая 1948 года и постоянно проживавшим в Иордании с декабря 1949 по февраль 1954 год.

#### Иордано-палестинские отношения послеШестидневной войны (1967)
В 1980-х годах Иордания формально отказалась от притязаний на территории к западу от Иордана, «в пользу будущего арабского государства Палестина».

### Иордания в 1990-х годах
Имеет дипломатические отношения с Российской Федерацией (установлены с СССР в августе 1963 года).
Мирный договор с Израилем подписан в 1994 году, тогда же установлены формальные дипломатические отношения.

## Население
Население Иордании составляет 11,5 млн. 95 % населения страны — арабы; иорданцы составляют 42 % населения, палестинцы — 28 %. Другие национальности: черкесы (адыги), чеченцы, армяне, туркоманы, курды и другие. В стране проживает также много людей европейского происхождения и арабов из Ирака и Сирии, так как c 2003 года, после Иракской войны, в Иордании поселилось множество беженцев; по оценочным данным, в Иордании их от 150 до 300 тысяч — в основном, в Аммане и Зарке. Часть населения зарегистрирована как палестинские беженцы.
Количество ливанских переселенцев после Израильско-Ливанского конфликта 2006 года не оценивалось. По данным Министерства труда, количество иностранных рабочих равно примерно 300 000, большую часть из них составляют арабы Египта (227 000), остальные — в основном, из Бангладеш, Китая, Филиппин, Шри-Ланки и Индии.
В 1954 году в стране была основана Федерация арабских женщин. Учредителем федерации выступила Эмили Бишарат. Федерация была первой женской организацией в Иордании, которая проводила кампанию за реформы в сфере прав женщин.

### Религия
Ислам — государственная религия Иордании, её исповедует 92 % населения (подавляющее большинство — сунниты шафиитского мазхаба). 6 % — христиане, оставшиеся 2 % — приверженцы других религий.
Христиане составляют 6 % постоянного населения Иордании и занимают 20 % мест в Парламенте. В основном, иорданские христиане принадлежат к Православной церкви (Иерусалимский патриархат; по-арабски — рум-ортодокс) — более 2/3 всех христиан, остальные — к Грекокатолической или Мелькитской церкви, Римско-католической церкви (здесь они именуются «латиняне»), Армянской апостольской церкви, маронитам и различным протестантским обществам. К христианам в Иордании относятся люди различных национальностей (к примеру, католическая месса проводится на арабском, английском, французском, итальянском, испанском, тагальском, сингальском языках и иракских диалектах арабского языка), но основную массу составляют арабы-христиане. В православных храмах служба идёт на греческом языке. После войны в Ираке на территории Иордании поселились (постоянно или временно) много христиан из Ирака (ассирийцы и халдеи).
Часть иорданцев принадлежат к религиозным меньшинствам — исмаилиты и сторонники веры бахаи.

#### Языки
Официальный язык Иордании — арабский; в бизнесе, правительстве и среди образованных людей также широко распространён английский язык. Арабский и английский языки являются обязательными для изучения в школах. Французский язык преподаётся в ряде школ, но он не является обязательным для изучения. Радио Иордании транслирует передачи на арабском, английском и французском языках.
На официальном арабском ведётся делопроизводство, издаётся пресса, говорят на телевидении и радио, однако люди между собой (и отдельные радиостанции) пользуются различными диалектами — разновидностями разговорного арабского языка (аммия). Исторически существует собственно иорданский диалект, который относится к группе сиро-ливанских диалектов (аш-шам), однако в столице и среди молодёжи стал преобладать палестинский акцент. Есть также бедуинский диалект и региональные (северный, южный и т. д.).

## Государственное устройство
Форма правления Иордании — дуалистическая монархия. Это закреплено в Конституции, принятой 8 января 1952 года. Исключительная власть сосредоточена в руках короля и совета министров. Король подписывает все законы, его право вето может быть преодолено двумя третями голосов обеих палат Национальной Ассамблеи. Он назначает всех судей своими указами, утверждает изменения в Конституцию, объявляет войну и командует вооружёнными силами. Совет министров, возглавляемый Премьер-министром, назначается королём, который может снять с должности отдельных министров по запросу Премьер-министра.
Конституция предусматривает три вида судов: гражданские, религиозные и специальные. Административно Иордания разделена на 12 мухафаз, губернаторов которых назначает король. Они являются единственными руководителями всех отделов правления и проектов развития на вверенных им территориях.
Королевские вооружённые силы также находятся под контролем короля.

### Административное деление и местные органы власти
В административном плане Иордания делится на 12 мухафаз. Во главе мухафаз стоят губернаторы, назначаемые королём и находящиеся в подчинении министерства внутренних дел. Мухафазы разделены на 52 района.
| №  | Мухафаза   | Мухафаза (англ.) | Адм. центр | Площадь, км² | Население, (01.01.2012), чел. | Плотность, чел./км² |
| -- | ---------- | ---------------- | ---------- | ------------ | ----------------------------- | ------------------- |
| 1  | Аджлун     | Ajlun            | Аджлун     | 420          | 143 700                       | 342,14              |
| 2  | Акаба      | Aqaba            | Акаба      | 6 905        | 136 200                       | 19,72               |
| 3  | Амман      | Amman            | Амман      | 7 579        | 2 419 600                     | 319,25              |
| 4  | Джараш     | Jerash           | Джараш     | 410          | 187 500                       | 457,32              |
| 5  | Ирбид      | Irbid            | Ирбид      | 1 572        | 1 112 300                     | 707,57              |
| 6  | Маан       | Ma’an            | Маан       | 32 832       | 118 800                       | 3,62                |
| 7  | Мадаба     | Madaba           | Мадаба     | 940          | 156 300                       | 166,28              |
| 8  | Эз-Зарка   | Zarqa            | Эз-Зарка   | 4 761        | 931 100                       | 195,57              |
| 9  | Эль-Балка  | Balqa            | Эс-Салт    | 1 120        | 418 600                       | 373,75              |
| 10 | Эль-Карак  | Kerak            | Эль-Карак  | 3 495        | 243 700                       | 69,73               |
| 11 | Эль-Мафрак | Mafraq           | Эль-Мафрак | 26 551       | 293 700                       | 11,06               |
| 12 | Эт-Тафила  | Tafilah          | Эт-Тафила  | 2 209        | 87 500                        | 39,61               |
|    | Всего      |                  |            | 88 794       | 6 249 000                     | 70,38               |

## Экономика
Иордания обладает весьма ограниченными природными ресурсами (особенно ощущается нехватка воды и энергоносителей — нефти и угля). В период с 1970-х по 1980-е годы, время нефтяного бума, Иордания получала обширную помощь от арабских государств и рост её валового национального продукта составлял около 10 % ежегодно. После 1980-х годов началось сокращение международной помощи и рост ВНП замедлился до 2 % в год. Иордания импортирует нефть, оборудование, товары народного потребления, продовольствие, возникающий при этом торговый дефицит покрывается за счёт иностранных кредитов и займов. В середине 1989 г. иорданское правительство пошло на переговоры с МВФ с целью реструктуризации долгов страны и уменьшения дефицита бюджета. По мнению ряда экономистов, 2021 год для иорданской экономики выдался весьма положительным. При этом отмечается, что пандемия COVID-19 усугубила проблемы и трудности, с которыми она столкнулась ранее.
В августе 1990 г. начался кризис в Персидском заливе, серьёзно ухудшивший экономическое положение Иордании. Правительство прекратило переговоры с МВФ и приостановило выплату долгов. Последовавшие события (блокада Ирака, война в заливе) привели к массовому наплыву беженцев, замедлению роста ВВП, перерасходу бюджета. Подъём экономики Иордании начался в 1992 г., главным образом за счёт денежных поступлений от возвращающихся из стран Персидского залива рабочих. Но этот источник доходов был непостоянным, и рост экономических показателей не позволяет делать оптимистические прогнозы.
По предварительным соглашениям, заключённым в начале 1999 г., МВФ предоставит новые займы Иордании на следующие три года. Основные проблемы правительства — безработица, внешний долг (в 1998 г. он составлял 7,5 млрд дол.) и низкий уровень жизни населения. Валовой национальный продукт Иордании в пересчёте на душу населения в 1999 г. составлял 1500 долл. США.
Преимущества: большой объём экспорта фосфатов. Наличие рабочей силы. Порт Акаба — особая экономическая зона.
Слабые стороны: зависимость от импорта энергоносителей. Импорт превышает экспорт. Безработица (в 2004 г. 15 %), усиленная притоком беженцев из Кувейта во время войны в Персидском заливе. Невозможность развивать сельское хозяйство. Политическая нестабильность в регионе наносит вред туризму.

### Занятость
Безработица в стране — 15 %, 169-е место в мире по состоянию на 2018 год. В 2015 году уровень безработицы составлял 13 %, 141 место в мире.

### Энергетика
Фактически вся электроэнергия Иордании производится тепловыми электростанциями, большинство из которых работают на нефти. Три главных станции в Аммане, Аль-Акабе и Эз-Зарке связаны системой передачи энергии. К концу XX в. правительство почти завершило программу создания единой энергосистемы, связывающей города Иордании.

### Транспорт
15 % — транзитные грузы (2001).
Для доставки в Акабу фосфоритовой руды сооружены железнодорожные ветки с рудников в Хасе, Абъяде и Шидийе. По территории Иордании также проходит 452-километровый отрезок Хиджазской железной дороги, построенной ещё в начале 20 в. и модернизированной. Сеть автодорог имеет общую протяжённость 7,24 тыс. км. В стране насчитывается 379 тыс. автомашин, в том числе 252 тыс. легковых.
Royal Jordanian Airlines — официальная государственная авиакомпания - связывает Иорданию со всем миром. В 1983 году был открыт международный аэропорт «Королева Алия» в Эль-Джизе к югу от Аммана. Амман и Эль-Акаба располагают меньшими международными аэропортами. Государственная авиационная компания Иордании — «Ройял Джорданиен» — в 2000 перевезла около 1,3 млн пассажиров, она располагает 16 самолётами и выполняет более 100 рейсов в неделю. Крупнейший аэропорт страны — Международный аэропорт имени королевы Алии — расположен в 40 км к югу от Аммана, второй международный аэропорт находится в Акабе. В 2001 через все аэропорты страны прошло 9,8 млн пассажиров.
Используемая правительством Иордании иорданско-хиджасская железная дорога идёт от Деръа к Амману и далее на Юг к Маану. «Aqaba Railway Corporation» управляет участком дороги от Эль-Акабы до Батн-эль-Гула, где соединяется с хиджаз-иорданской дорогой.
Длина железных дорог Иордании менее 700 км. Иордания располагает сетью главных, второстепенных и сельских дорог, практически все они имеют твёрдое покрытие. Строительство и ремонт автодорог возложено на Министерство общественных работ. Дороги связывают не только иорданские города, но и королевство с соседними странами. Одна из главных транспортных артерий — шоссе Амман — Эр-Рамта — соединяет Иорданию и Сирию. Шоссе Амман-Маан-Эль-Акаба ведёт к морю. От акабского шоссе идет ответвление на Эль-Мудаввара и далее в Саудовскую Аравию. На шоссе Амман-Иерусалим приходится основной поток туристов.

### Сельское хозяйство
Сельское хозяйство является традиционным сектором, но оно не удовлетворяет потребностей страны в продовольствии. Основные сельскохозяйственные культуры: зерновые, кунжут, виноград, а также фасоль. Особую часть сельского хозяйства занимает выращивание оливок.
Менее 10 % земель Иордании пахотные, страна зависит от импорта продовольствия. Основные с/х культуры — пшеница, бобовые, табак, кукуруза, томаты, дыни, оливки, виноград, цитрусовые, бананы.
Пшеница и ячмень — основные культуры, выращиваемые в нагорье, где идут дожди, а в искусственно орошаемой Иорданской долине выращивают цитрусовые, дыни и овощи (томаты и огурцы). Площадь пастбищ в Иордании ограничена, плодородности их хватает только на разведение домашнего скота, кроме того, площади пастбищ были сокращены под насаждаемые масличные и фруктовые деревья. Для расширения пастбищного животноводства были пробурены артезианские скважины. Разводят в основном овец и коз, в меньших объёмах — крупный рогатый скот, верблюдов, лошадей, ослов, мулов, домашнюю птицу.

### Добыча и переработка полезных ископаемых
Иордания располагает значительными месторождениями фосфатов, поташа, известняка, мрамора, доломита, каолина, соли. Ранее в Иордании были найдены бариты (соли бария), гипс, уран, медь, глинистый сланец, полевой шпат. Промышленность сконцентрирована в районе Аммана. Отрасли тяжелой индустрии представлены предприятиями по переработке нефти, добычи фосфатов и производства цемента. Выпускают одежду, продовольствие и другие потребительские товары.
В Иордании добываются фосфаты. Имеются некоторые нефтегазовые месторождения на востоке страны.
В последнее время учащается разработка фирмами из Эстонии, Великобритании и Нидерландов иорданских горючих сланцев, запасы которых оцениваются в 50 млрд тонн. Эстонская компания Eesti Energia ведёт переговоры по строительству в стране электростанции на сланце мощностью 600—900 МВт.

### Туризм
Туризм — один из важнейших секторов экономики Королевства: на него приходится 10 % ВВП. По официальным данным, в 2017 году в Иордании было зарегистрировано 1,1 млн посещений иностранных туристов. Почти четверть из них приходится на тех, кто приезжает сюда лечиться. Согласно статистике Международной торговой ассоциации (International Trade Association), Иордания занимает пятое место в мире по развитию медицинского туризма. Медицинский сектор ежегодно приносит стране 1 млрд долл., что составляет 3,5 % от иорданского ВВП. Ежегодно в Иорданию приезжает около 250 тыс. пациентов из-за рубежа в год, и в планах правительства было увеличить это число до 300 тыс. в 2018 году.

### Внешнеэкономические связи
Иордания занимала 91-е место в мире по объёму товарооборота, по данным Economic Complexity Index (ECI) в 2017 году, экспорт — 8,17 миллиардов долл., импорт — 20,7 миллиардов долл., отрицательное сальдо внешней торговли — 12,6 миллиардов долл.
Ключевые статьи экспорта (2017): химические товары (включая удобрения и медикаменты) — 30 %, текстильная продукция (включая одежду) — 27 %, фосфаты — 8,2 %, овощи, фрукты, специи (включая томаты, огурцы) — 6,5 %. Ключевые статьи импорта (2017): топливо (нефть, газ, нефтепродукты) — 15,3 %, машины и оборудование, электротехнические товары — 14,1 %, автомобили — 8,1 %, а также продукты питания и полуфабрикаты.
Основные покупатели: США (24 %), Саудовская Аравия (10 %), Индия (10 %), Ирак (6,6 %) и Индонезия (4,8 %). Основные поставщики: Китай (13 %), Саудовская Аравия (13 %), США (7,5 %), Объединённые Арабские Эмираты (4,7 %) и Германия (4,4 %).
Объём товарооборота Иордании с Россией имеет тенденцию к росту: в 2002 году составлял около 32,7 млн долл., в 2003 году — 50 млн долл., в 2006 году — 140 млн долл., в 2013 году — 180,7 млн долл., в 2014 — 529 млн долл.

### Валюта и банковская система
Иорданский динар (JOD, неофициально JD) — денежная единица Иордании.
Один динар состоит из 100 пиастров. На монетах и купюрах изображена королевская династия. Монеты и купюры подписаны на арабском и английском языках. С 1995 г. курс иорданского динара привязан к SDR (специальным правам заимствования) — расчётной единице МВФ в соотношении 1 SDR = 0,96 динара, но фактически — к доллару США в соотношении 1 доллар = 0,709 динара.
До 1949 года Иордания в качестве расчётной единицы использовала палестинский фунт. Динар пришёл на смену этой валюте.

## Культура

### Образование
12 лет — обязательное обучение. На 12 году выбирают, куда идти — в техникум, либо в высшее учебное заведение. Тем, кто выбрал высшее образование, надо доучиваться ещё в школе 2 года, после чего учащиеся проходят последние экзамены, по итогам которых поступают — либо на бюджетной основе, либо на платной из-за недобора баллов. В стране действуют более 40 государственных и коммерческих университетов. Лучший университет находится в Аммане — столице Иордании. Сам нынешний монарх проходил обучение в США. Сыновья монарха — в их числе старший его сын (наследник монархии), Абн Хусейн — проходят обучение в США.

### Музеи и библиотеки
Национальное наследие сохраняется в трёх небольших музеях в Аммане: Археологическом музее, расположенном в городской цитадели, Фольклорном музее, находящемся в нижних галереях римского амфитеатра в центре города, и Национальном художественном музее, в котором собраны работы местных художников. В Мадабе, в музее, который занимает несколько старых городских зданий, хранится коллекция поздневизантийских мозаик. Небольшие музеи построены в местах важнейших археологических находок, таких, как римский город Джараш и набатейский город Петра. В университетах и археологических институтах (Французском, Британском и Американском) имеются научные библиотеки.

### Средства массовой информации
Государственная телерадиокомпания JRTV (Jordan Radio and Television Corporation, التلفزيون الأردني, «Иорданское радио и телевидение»), включает в себя радиостанции Радио Иордания, Радио Амман, Радио Коран и Radio Jordan 96.3, телеканалы JRTV 1 и JRTV 2. Согласно индексу свободы прессы, в 2022 году Иордания заняла пятое место в арабском мире и 120 место из 180 стран по сравнению со 129 в 2021 году.